# Rajbari (zila)
Rajbari is een district (zila) in de divisie Dhaka van Bangladesh. Het district telt ongeveer 1 miljoen inwoners en heeft een oppervlakte van 1119 km². De hoofdstad is de stad Rajbari.
Rajbari is onderverdeeld in 4 upazila/thana (subdistricten), 42 unions, 986 dorpen en 3 gemeenten.